# Донецкая государственная академическая филармония
Донецкая государственная академическая филармония (до 2015 г. — Донецкая областная филармония, укр. Донецька обласна філармонія) — концертная организация, государственное театрально-зрелищное учреждение в Донецке. Находится в Ворошиловском районе города. 

## История
Сталинская филармония была открыта в январе 1931 года.
В августе 1940 года в сопровождении симфонического оркестра Донецкой филармонии под управлением главного дирижёра Г. Р. Ступпеля в Славянске состоялось первое публичное выступление Мстислава Ростроповича, исполнившего концерт Сен-Санса для виолончели с оркестром.
В 1959 году Донецкой филармонии передали орган, который стоял в церкви Петра и Павла в Санкт-Петербурге. На этом органе ранее занимались студенты Санкт-Петербургской консерватории, в частности Пётр Ильич Чайковский.
Постоянную или временную работу от Донецкой филармонии вели такие деятели культуры, как В. Ободзинский, Т. Миансарова, В. Высоцкий, Д. Тухманов, М, Шуфутинский, К. Брейтбург, А. Градский, о чём сохранились свидетельства в архиве отдела кадров филармонии.
В 1981 году Концертному залу филармонии было присвоено имя композитора Сергея Сергеевича Прокофьева, уроженца Донбасса, что подтверждает мемориальный барельеф, установленный на фасаде.
С 2014 года Донецкая филармония финансировалась из бюджета самопровозглашённой Донецкой Народной Республики. В сентябре 2015 года Указом Главы ДНР филармонии присвоен академический статус.
В ноябре 2015 года генеральным директором филармонии был назначен Александр Парецкий.
29 марта 2020 года состоялась первая прямая трансляция концерта из зала филармонии без публики в рамках проекта «Донецкая филармония. Концерты online» через YouTube. Трансляцию в режиме онлайн смотрело более 1200 человек. Проект был инициирован в ответ на запрет массовых мероприятий в условиях профилактики и предупреждения распространения коронавирусной инфекции.
С 2022 года филармония ведёт свою деятельность в правовом поле Российской Федерации. В 2023 году артистка разговорного жанра филармонии Элеонора Шавло стала первой артисткой ДНР, которой было присвоено звание «Заслуженный артист Российской Федерации».
В 2024 году Донецкая филармония стала первым учреждением культуры на аннексированных Россией территориях Украины, подключившимся к всероссийской программе «Пушкинская карта».

## Здание
Здание, в котором располагается концертный зал Донецкой филармонии строилось как зеркальная копия здания Ворошиловского райисполкома — эти здания похожи в плане, но отличаются оформлением. Здание построено в 1930-е годы Южжилстроем и называлось «здание госучреждений». Его спроектировал архитектор Людвиг Иванович Котовский. После Великой Отечественной войны здание госучреждений значительно перестроили.
На фасаде, отреставрированном в 2012 году, установлены мемориальные доски:
- о деятельности во время немецкой оккупации города в 1941—1943 годах подпольной группы, которая печатала в здании филармонии антифашистские листовки;
- о присвоении Концертному залу имени Сергея Сергеевича Прокофьева;
- о размещении в здании филармонии органа, на котором играл Пётр Ильич Чайковский;
- о популярном советском эстрадном певце Валерии Ободзинском, который в 1967—1972 годах был солистом филармонии;
- о советской эстрадной певице, народной артистке России Тамаре Миансаровой, которая работала в Донецкой филармонии в 1968—1979 годах[15].

## Залы
В здании филармонии располагаются три концертных зала:
- Концертный зал имени С. С. Прокофьева (398 мест),
- Рубиновый зал (72 места),
- Аметистовый (50 мест).

## Орган
В 1959 году Донецкой филармонии передали орган, который стоял в церкви Петра и Павла в Санкт-Петербурге. На этом органе занимались студенты Санкт-Петербургской консерватории, в частности Пётр Ильич Чайковский. Орган был построен фирмой «E. F. Walcker». Это был первый орган немецкой фирмы, сооруженный для другого государства. В 1938 году орган был перевезен в Москву для установки в Концертном зале имени П. Чайковского, однако установлен не был. Значительную консультационную помощь Донецкой филармонии при установке и освоении органа оказал Леонид Ройзман. Во время капитального ремонта концертного зала в 1970 году орган был сильно поврежден и вышел из строя вплоть до 1978 года, когда фирмой Ригер-Клосс был выполнен его капитальный ремонт. В 2008 году немецкой фирмой «W. Sauer Orgelbau» (Франкфурт-на-Одере) были произведены капитальный ремонт и реконструкция органа.
В настоящее время орган имеет электрическую трактуру с электронным управлением фирмы «Otto Heuss», 46 регистров, из них 7 язычковых и 7 микстур, три мануала по 56 клавиш и педаль с 30 клавишами. Общее количество труб — 3896.
В октябре 2019 года в Донецкой филармонии состоялся фестиваль органной музыки «Донецкая осень», посвящённый 180-летию изготовления и 60-летию установки органа в Донецке.

## Коллективы
- Донецкий академический симфонический оркестр имени Сергея Прокофьева. Коллектив был создан в 1933 году Народным артистом СССР Натаном Рахлиным, который изначально и возглавлял его. В разные годы оркестром руководили именитые дирижёры, среди которых — заслуженный деятель искусств России Соломон Фельдман, народные артисты Украины Иван Гамкало, Вадим Гнедаш, Роман Кофман, заслуженные артисты Украины Павел Кравченко, Владимир Агафонов, Валентин Куржев, заслуженный деятель искусств Украины Александр Долинский, а также Гаспар Торикян и Сергей Ферулёв. За годы существования с оркестром выступало много знаменитых дирижёров и исполнителей, среди которых В. Гергиев, К. Симеонов, Д. Китаенко, Ю. Темирканов, И. Гамкало, Я. Зак, Я. Флиер, Д. Ойстрах, Д. Коган, Л. Оборин, Т. Хренников, Б. Которович и другие. Главный дирижёр (до 2022 года) — заслуженный артист Российской Федерации Анатолий Васильевич Оселков.
- Камерный оркестр «Виола», Создан в 1986 году Александром Запольским. Долгие годы коллектив возглавлял Олег Бахтиозин. С 2016 по 2022 годы художественным руководителем оркестра являлась Валерия Путря.
- Концертный оркестр духовых инструментов. Создан в 2016 году. Художественный руководитель — Михаил Мартыненко.
- Струнный ансамбль «Ричеркар». Создан в 1998 году. Осуществлял творческую деятельность до 2020 года.
- Септет-джаз Александра Куслина. Создан в 2003 году.
- Молодёжный оркестр народных инструментов. Художественный руководитель — Александр Малиновский. Создан в 2020 году.
- Ансамбль солистов «Мелодия» (народные инструменты) под руководством Владимира Вязовского.
- Струнный ансамбль «Дива-квартет» под руководством Оксаны Сарычевой. Создан в 2017 году[16].
- Фолк-бэнд «Русский акцент» под руководством Андрея Динисюка (с 2016 года)[17].
- Квинтет солистов "Аванти" (с 2019 по 2022 годы).

## Творческая деятельность
Донецкая филармония ведёт активную концертную работу. В репертуаре представлены все основные музыкальные жанры. Еженедельно проходят концерты симфонической музыки. Свои программы представляют как донецкие музыканты, так и музыканты из России, ближнего и дальнего зарубежья. В условиях жёсткого военно-политического конфликта, вспыхнувшего в 2014 году между Донбассом и Украиной, филармония не только не прекратила работу, но и заметно её активизировала под руководством генерального директора-художественного руководителя Александра Парецкого. В 2016 году был создан Концертный оркестр духовых инструментов, а с 2017 года на базе филармонии работает ансамбль песни и танца «Околица». Все коллективы, существовавшие до 2014 года, сохранены и активно развиваются. В 2017 и 2019 годах симфонический оркестр Донецкой филармонии выступил в Большом зале Московской консерватории. В 2021 году на сцене Донбасс Оперы состоялся Большой юбилейный концерт «Филармонии — 90!», автором идеи, сценария и режиссёром которого выступил А. А. Парецкий.

## Фестивали
В Донецкой филармонии традиционно проводятся музыкальные фестивали, среди которых:
- Международный фестиваль музыкального искусства «Прокофьевская весна»[20],
- Международный джазовый фестиваль «Джаз-Форум»,
- Международный фестиваль фортепианного искусства «Пиано-Форум»,
- Международный фестиваль искусств «Донецкие самоцветы» (проводится с 1977 года), посвящённый Дню Шахтёра и Дню города Донецка,
- Международный фестиваль гитарного искусства «Хрустальные струны» (с 1981 года)[21],
- Фестиваль духовной и хоровой музыки «Благовест».
- Фестиваль органной музыки «Донецкая осень». Впервые проведён в 2019 году в честь 60-летия установки органа в зале филармонии.

## Фото

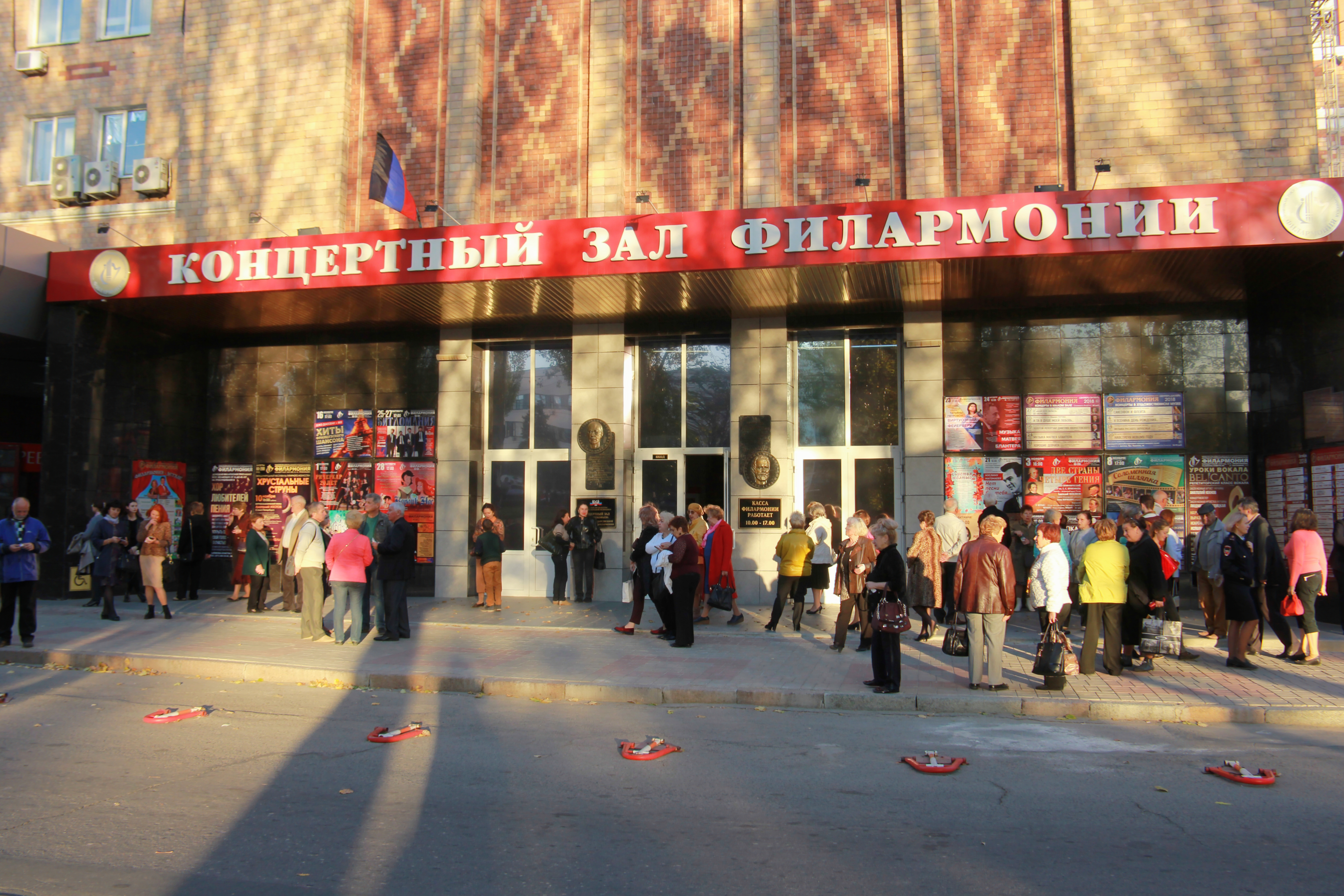
Донецкая государственная академическая филармония, 2018 год
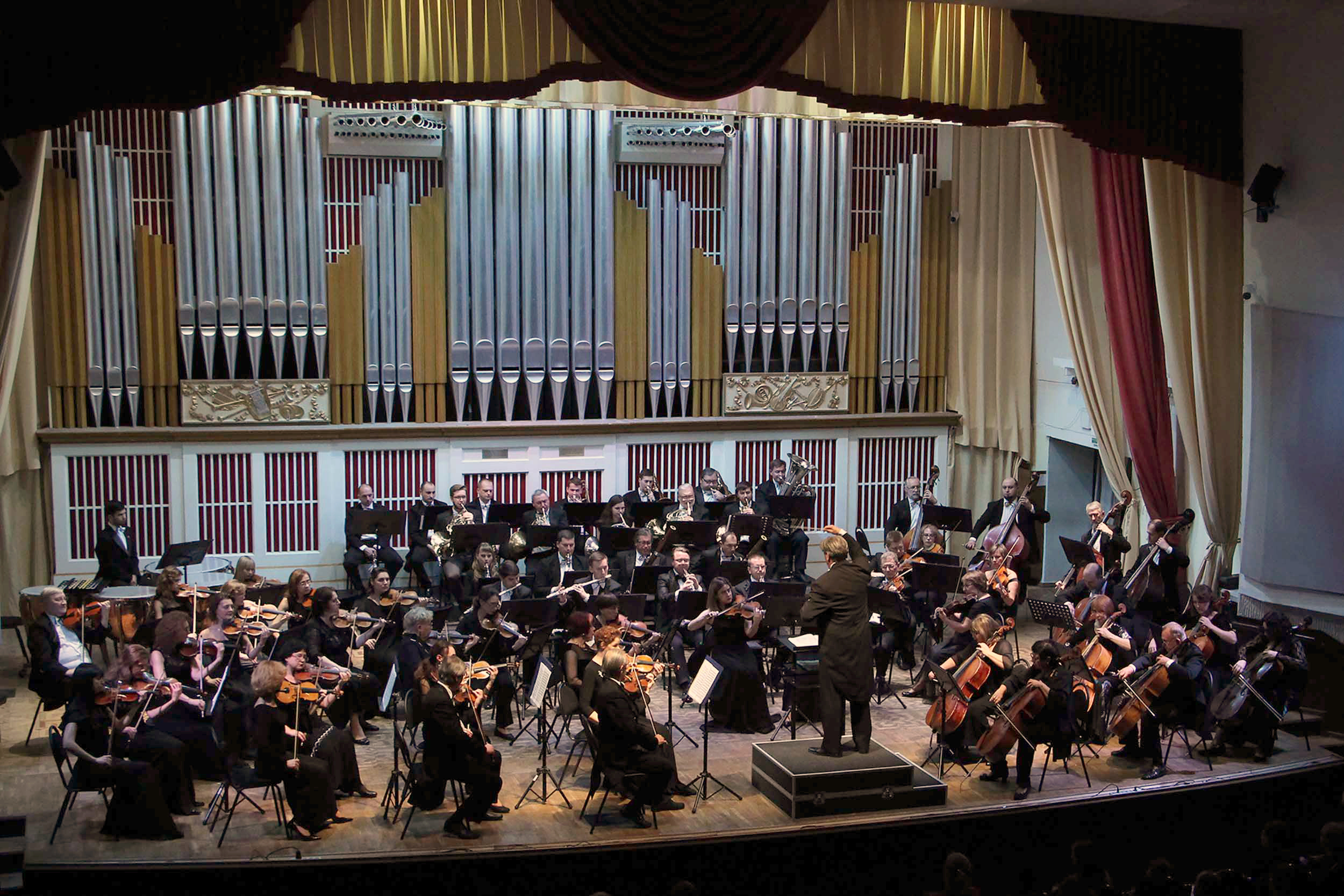
Донецкий академический симфонический оркестр имени С. С. Прокофьева на сцене Донецкой государственной академической филармонии.
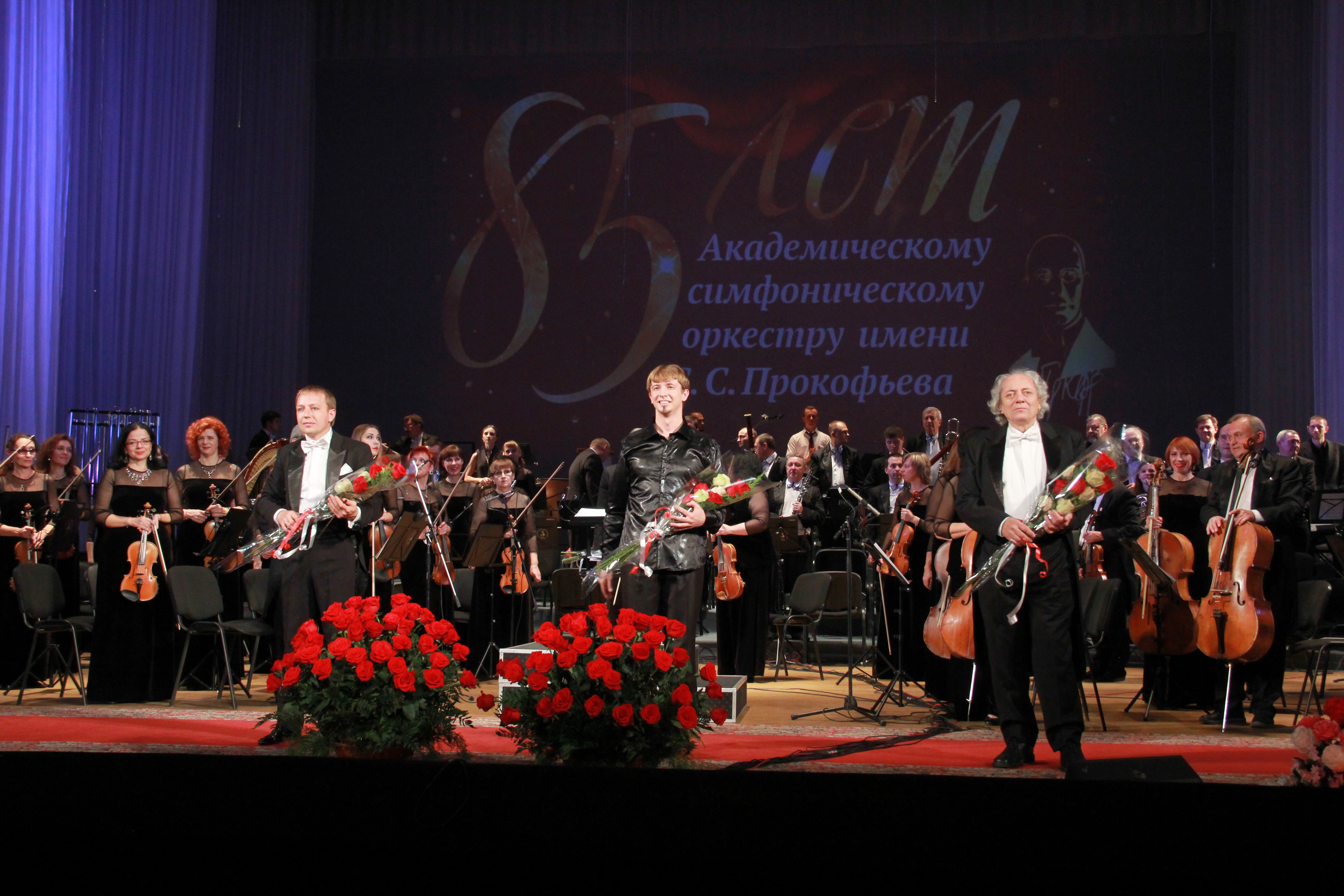
85-летие Донецкого академического симфонического оркестра имени С. С. Прокофьева.
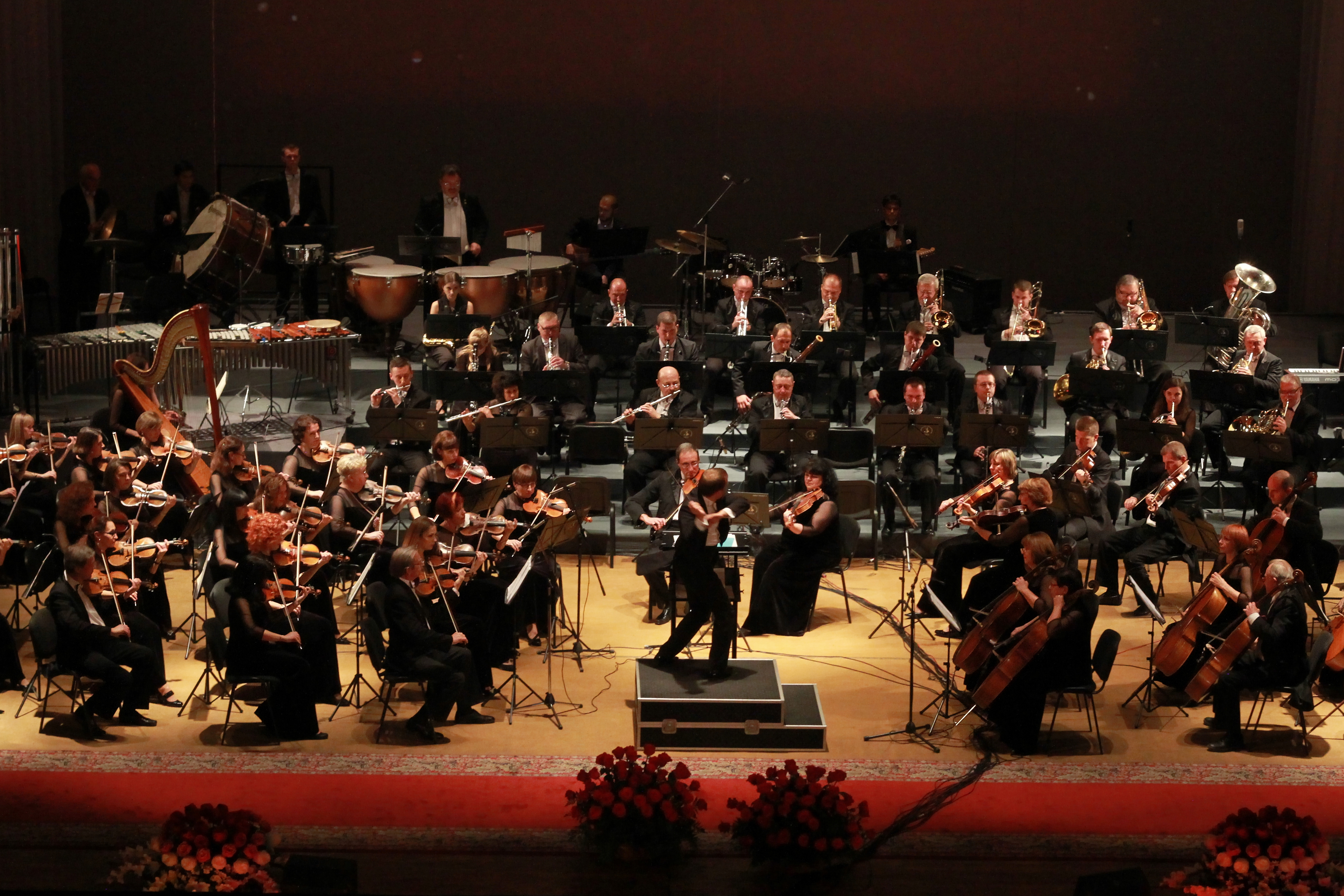
Донецкий академический симфонический оркестр имени С. С. Прокофьева, 2018 год.
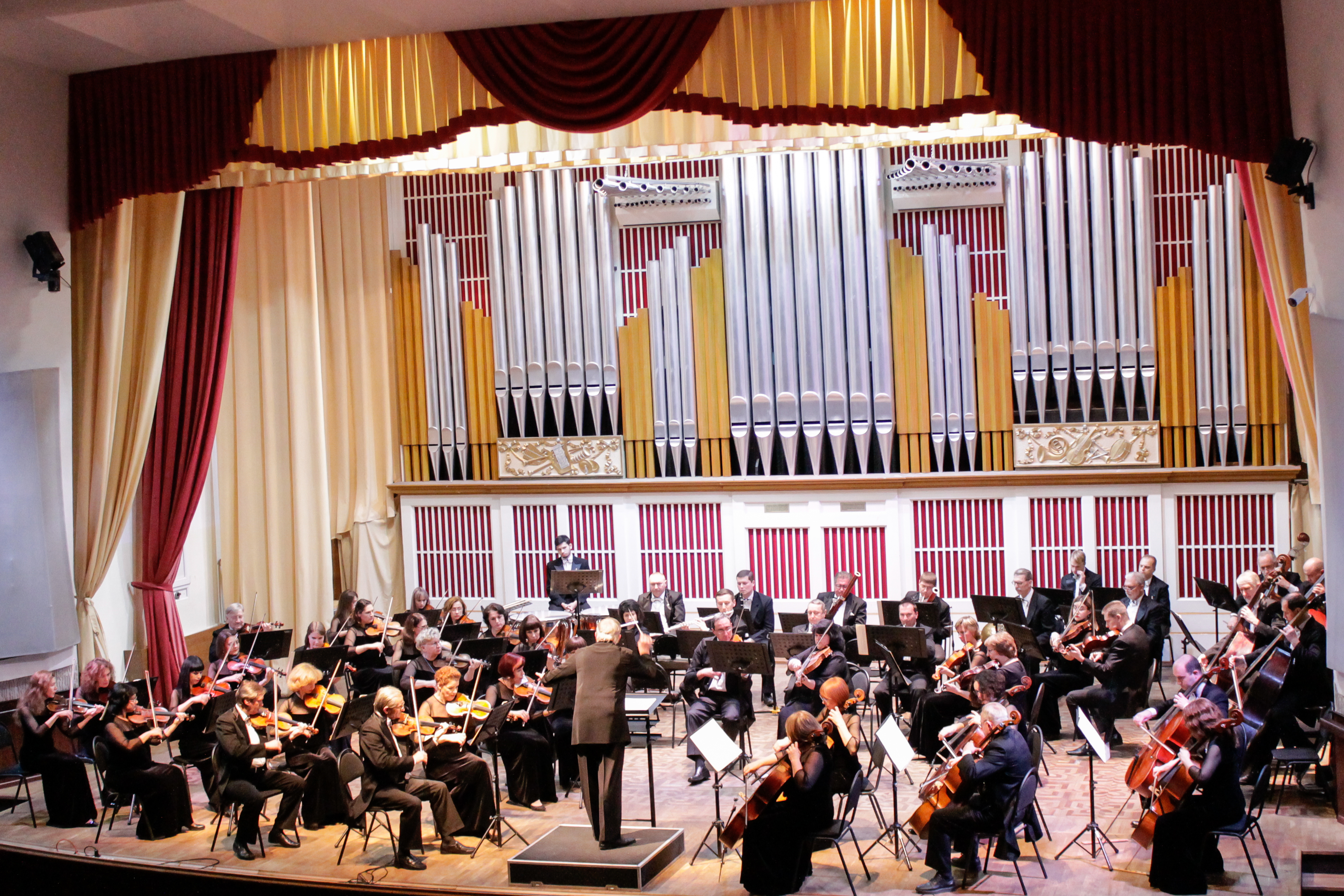
Донецкий академический симфонический оркестр имени С. С. Прокофьева Донецкой государственной академической филармонии.
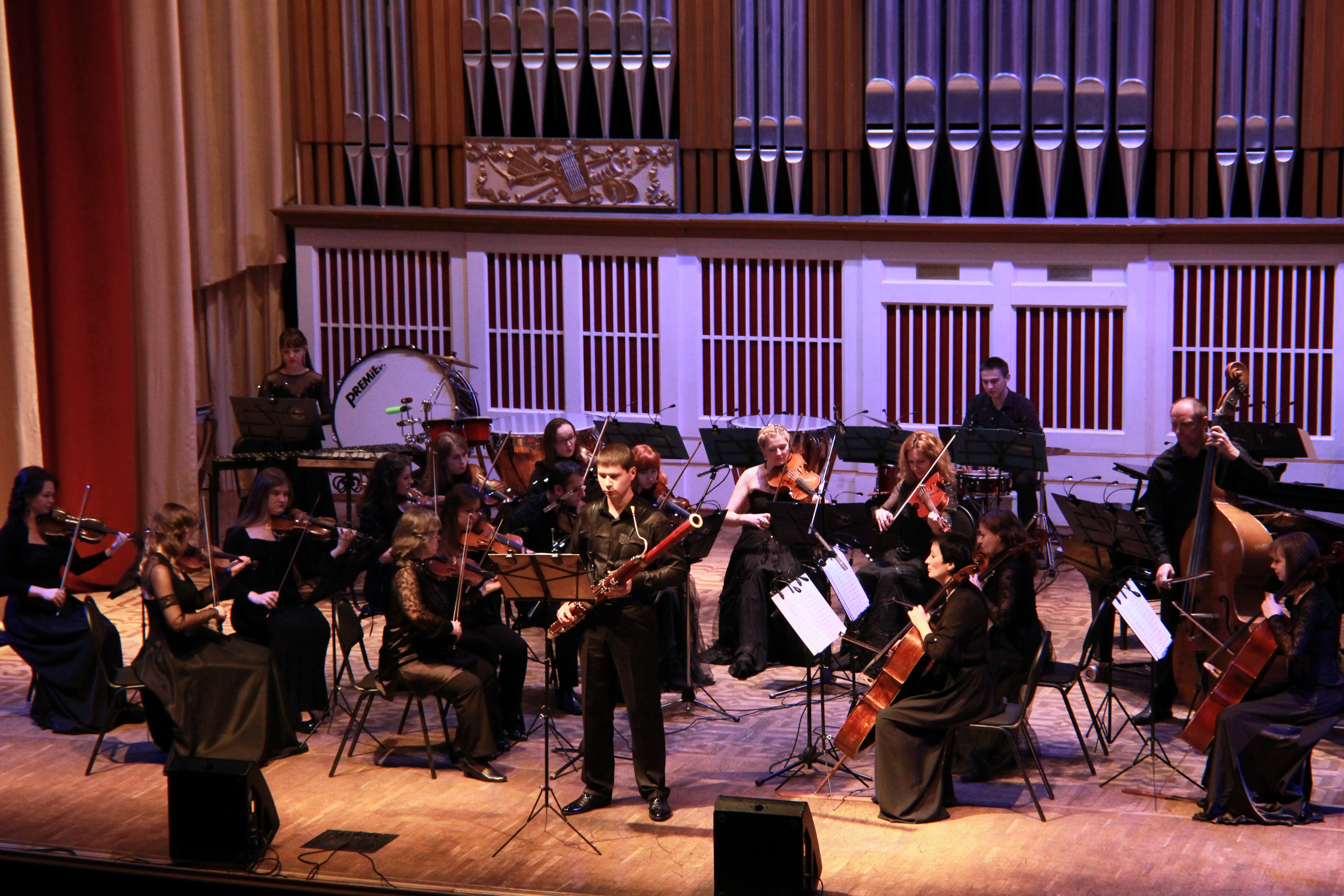
Камерный оркестр "Виола" Донецкой государственной академической филармонии, 2018 год.
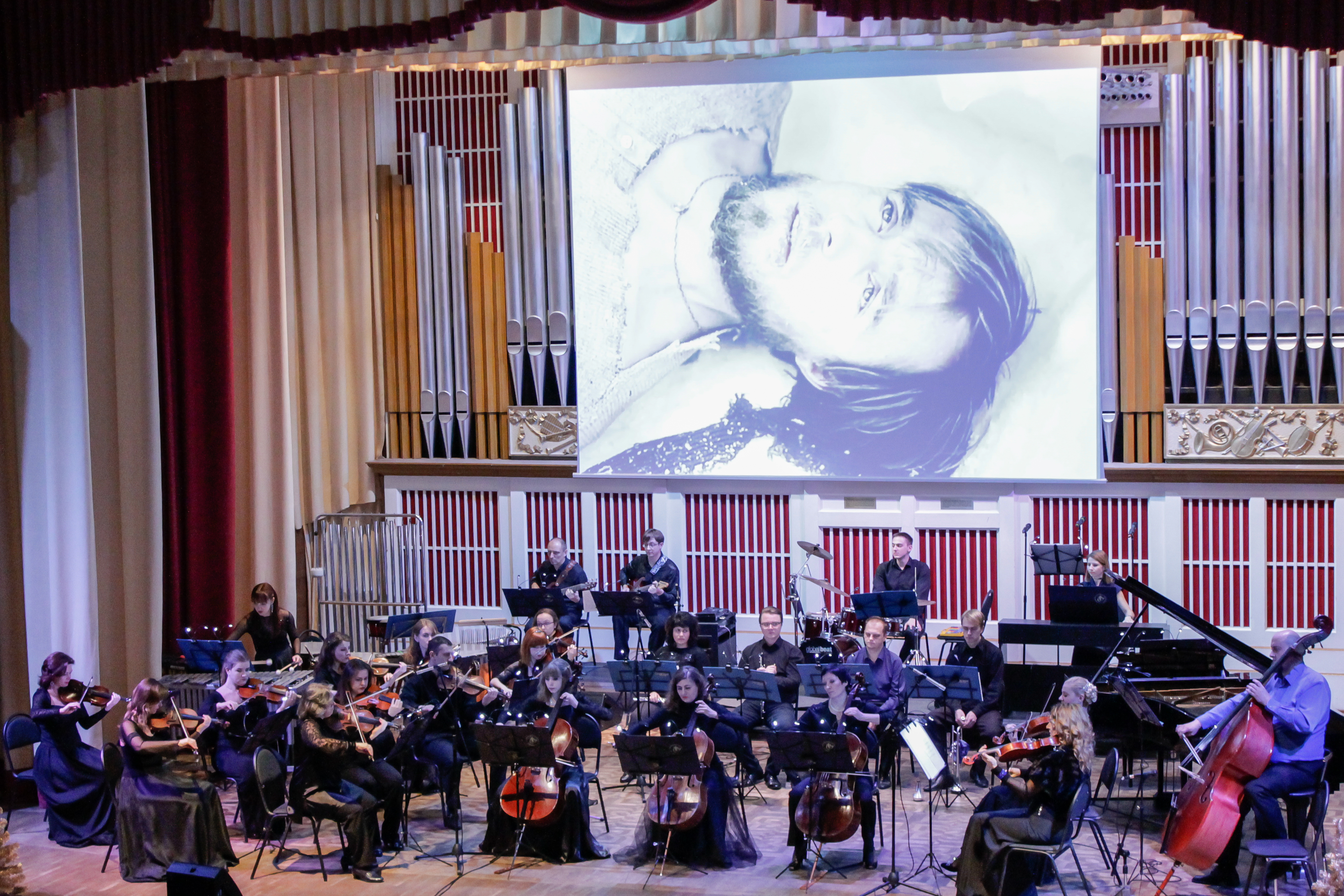
Камерный оркестр "Виола" Донецкой государственной академической филармонии.
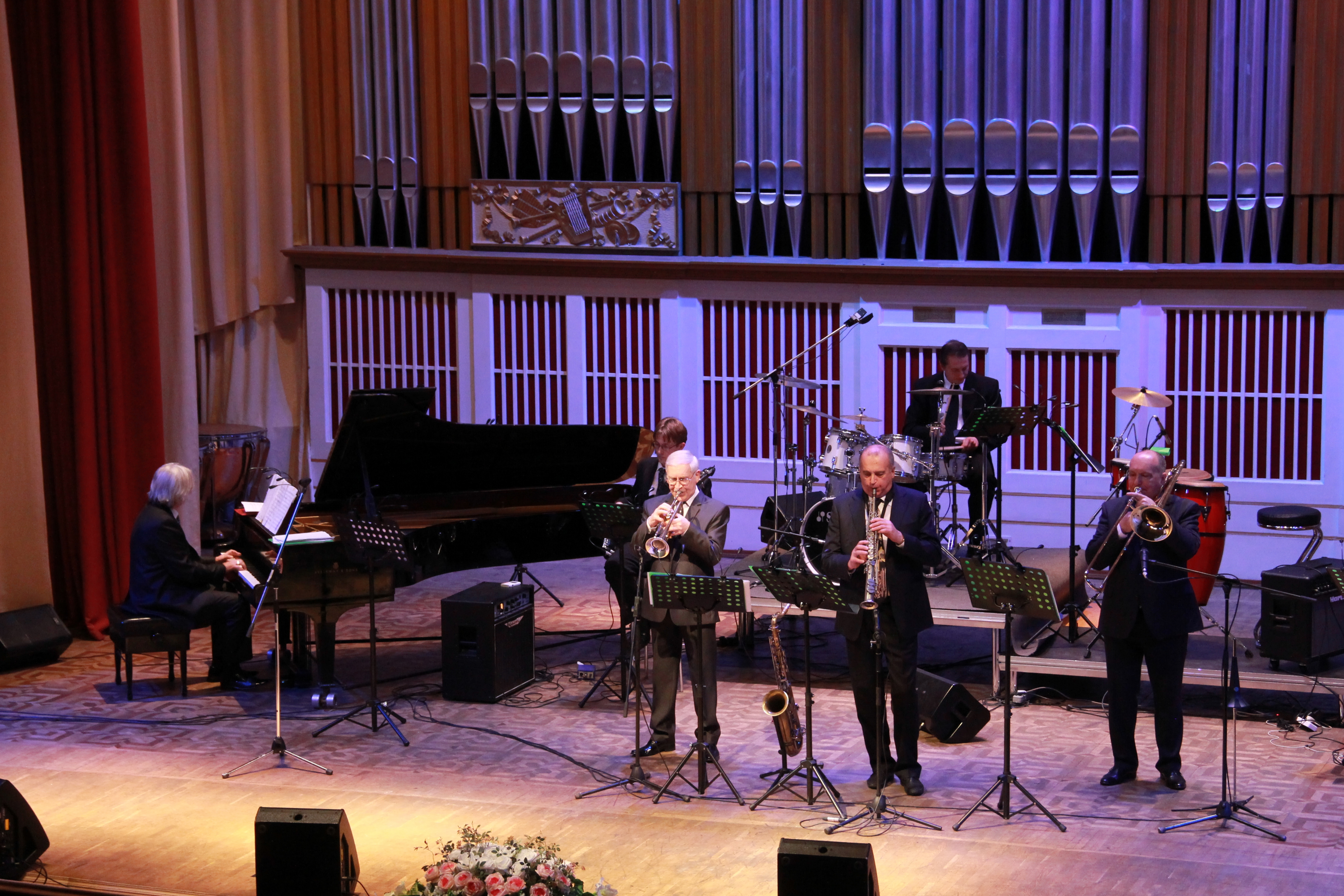
Ансамбль эстрадной и джазовой музыки "Септет-джаз" Донецкой государственной академической филармонии.